# Jakob Horn
Jakob Horn (Michelstadt, Odenwaldkreis, 14 de fevereiro de 1867 – Michelstadt, 24 de fevereiro de 1946) foi um matemático alemão. Introduziu as funções de Horn.
Foi professor da Universidade Técnica de Darmstadt. Foi eleito em 1921 membro da Academia Leopoldina.

## Obras
- Über systeme linearer Differentialgleichungen mit mehreren Veränderlichen: Beiträge zur Verallgemeinerungen der Fuchs'schen Theorie der linearer Differentialgleichungen. [S.l.]: Mayer & Müller. 1890 (123 pages)
- Über die Konvergenz der hypergeometrischen Reihen zweier und dreier Veränderlichen. Leipzig: B. G. Teubner. 1889. (59 páginas)
- Gewöhnliche Differentialgleichungen beliebiger Ordnung. Leipzig: G. J. Göschen. 1905
- Einführung in die Theorie der partiellen Differentialgleichungen. Leipzig: G. J. Göschen. 1910[3]
- Partielle Gleichungen. [S.l.]: G. J. Göschen. 1929[4]
- Gewöhnlichen Differentialgleichungen 5th ed. [S.l.]: G. J. Göschen. 1948 (237 pages)